# Кебич, Вячеслав Францевич
Вячесла́в Фра́нцевич Ке́бич (бел. Вячаслаў Францавіч Кебіч; 10 июня 1936, дер. Конюшевщина, Польская Республика — 9 декабря 2020, Минск, Беларусь) — советский и белорусский партийный, государственный и политический деятель, Председатель Совета Министров Беларуси с 1990 по 1994 год. Кандидат экономических наук.

## Биография
Родился 10 июня 1936 года в деревне Конюшевщина (Новогрудское воеводство, сейчас Першайский сельсовет, Воложинского района Минской области).

### Образование
В 1958 году окончил машиностроительный факультет Белорусского политехнического института.
Учился в Высшей партийной школе при ЦК КПБ. В 1990 году защитил диссертацию на соискание кандидата экономических наук по теме «Структура и функции государственных органов управления народным хозяйством союзной республики в условиях развития её экономической самостоятельности».

### Карьера
Вся трудовая карьера Кебича состоялась в Белоруссии, достигла пика в период Белорусской ССР.

#### Производственная карьера
Трудовую деятельность начал в 1958 году на Минском заводе автоматических линий инженером-технологом.
После окончания института, работал инженером-технологом, старшим инженером-технологом, начальником участка, начальником цеха, заместителем главного инженера Минского завода автоматических линий. Член КПСС (1962—1991), член ЦК КПСС (1990—1991).
В 1973—1978 годах был главным инженером, директором Минского станкостроительного завода им. С. М. Кирова.
В 1978—1980 годах был генеральным директором Минского ПО по выпуску протяжных и отрезных станков им. С. М. Кирова.

#### Партийная карьера
В 1980—1985 годах был вторым секретарём Минского городского комитета КПБ, заведующим отделом ЦК КПБ, вторым секретарём Минского ОК КПБ.
В 1985—1990 годах был заместителем Председателя Совета Министров БССР — Председателем Госплана БССР.
С 7 апреля 1990 года был Председателем Совета Министров Белорусской ССР.
Кебич и Лукашенко соперничали на выборах народных депутатов СССР 1989 года по Могилёвскому избирательному округу. В 1989—1991 годах был народным депутатом СССР от Могилёвского избирательного округа. В августе 1991 года, через неделю после провала выступления ГКЧП, Кебич вышел из рядов Компартии.

#### В независимой Беларуси

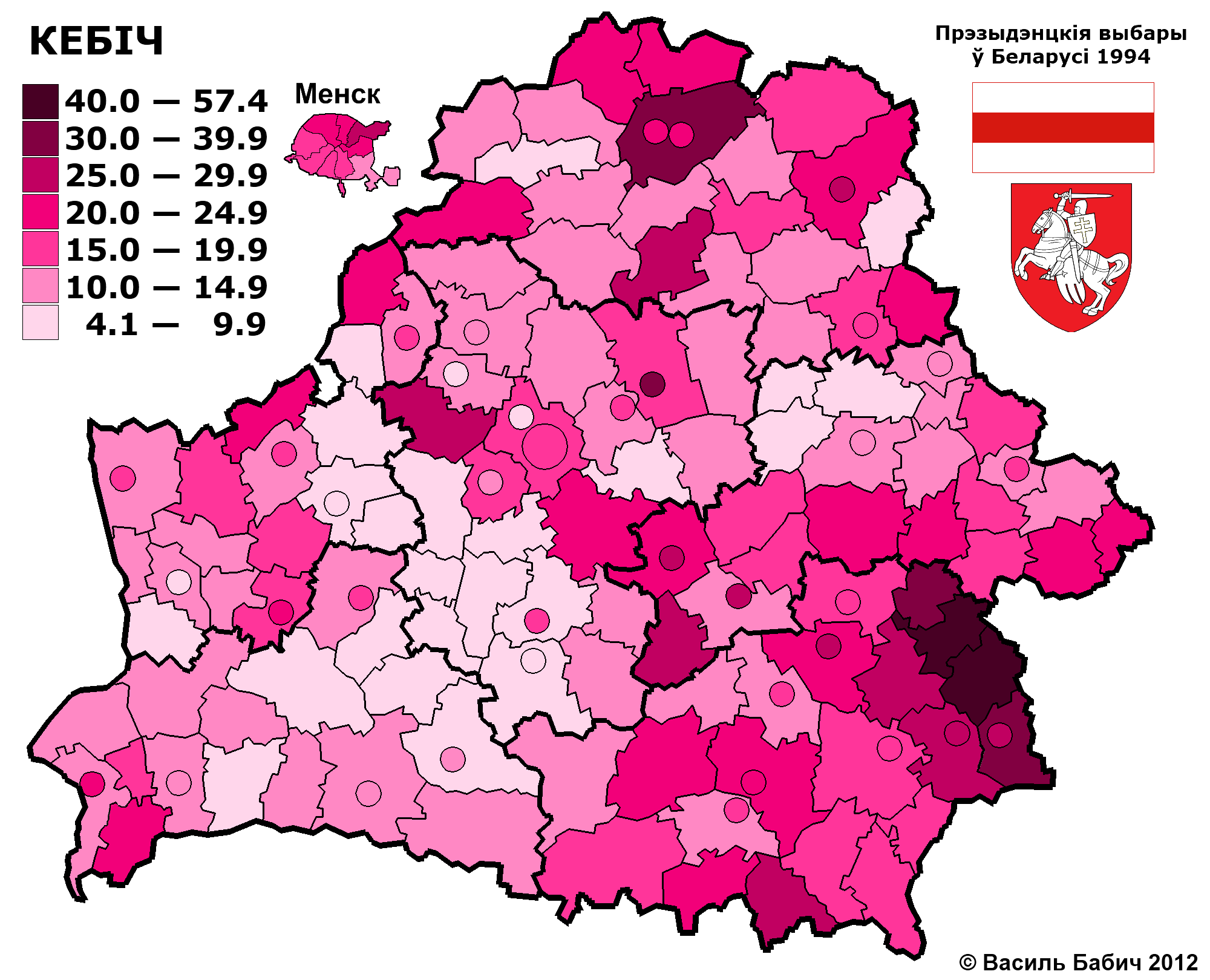
Результат Кебича в первом туре президентских выборов в Беларуси 1994

8 декабря 1991 года вместе со Станиславом Шушкевичем от имени Беларуси подписал Беловежское соглашение о ликвидации СССР и стал первым премьер-министром независимой Беларуси, пребывая в этой должности до 21 июля 1994 года.
В сентябре 1993 года глава правительства Вячеслав Кебич подписал соглашение «О практических мерах по созданию рублёвой зоны нового типа». Тогда же во время поездки по Гомельской области он заявил о несостоятельности СНГ и высказался за воссоздание СССР в обновлённом виде.
Участник президентских выборов 1994 года. Кебич собрал более 400 тысяч подписей за свое выдвижение, из которых действительными оказались 371 967. В первом туре голосования Кебич набрал 17,33 % голосов избирателей (1 023 174 в численном выражении). Однако его опередил кандидат Александр Лукашенко. Во втором туре голосования Кебич набрал 14,17 % голосов избирателей (748 329). Во время президентских выборов 1994 года его предвыборным штабом руководил Михаил Мясникович, который позже занимал должность премьер-министра Беларуси.
В 1996—2004 годах был депутатом Палаты представителей Национального собрания Беларуси I и II созывов.
Поддерживал проведённые по инициативе президента Беларуси референдумы 1995 и 1996 годов.
С 1994 года был председателем общественной организации «Белорусский торгово-финансовый союз».
На пенсии писал мемуары и изредка давал интервью. Опубликовано несколько книг Кебича автобиографического характера по вопросам социально-экономического и политического развития Беларуси советского и постсоветского периодов.

### Незаконная выдача государственных долговых обязательств
Согласно заявлениям следователя по особо важным делам прокуратуры Беларуси Александра Рассолько, Кебич в мае 1994 года во время президентской кампании незаконно выдал Нелли Рамовш, переводчице югославской фирмы, государственных долговых обязательств на $1,1 млрд. По словам Рассолько, через Рамовш документы попали «в руки международной группы преступников», у которых их изъяла при задержании английская полиция.

### Болезнь и смерть
В ноябре 2020 года у Кебича был подтверждён COVID-19, вследствие чего бывший политик с 26 ноября находился в больнице. 9 декабря этого же года Вячеслав Францевич скончался на 85-м году жизни в Минске. Кебич скончался от остановки сердца. Прощание с первым премьер-министром Республики Беларусь прошло 11 декабря в Центральном доме офицеров.
Похоронен на Восточном кладбище Минска.

## Общественная позиция
По мнению Кебича, демократия — «это самое паршивое, что только можно придумать».
— Михаил Горбачёв — это не генеральный секретарь Компартии СССР, не президент, это предатель. Предатель, который предал Советский Союз.
— Я вам только могу сказать о том, что никакой оппозиции у нас как таковой нет. Есть группа крикунов, которая даже то, что они говорят, они даже не понимают, что они говорят. И кандидатуры сегодня на должность президента Республики Беларусь, кроме Лукашенко, нет.
— Опасаться прихода «русского мира» в Беларусь нет никакого резона. Он уже давно здесь. В наших мыслях. В наших душах. В нашем образе жизни.
«Мне казалось, что Беловежские соглашения — это спасение для Советского Союза. Ожидания окончились через месяц, потому что все связи экономические были разорваны. Моё счастье для Беларуси в том, что мы, премьеры, звонили и договаривались. Единственное было спасение».
Я горжусь, что живу в этой республике. Поведи я себя по-иному, была бы совсем другая Беларусь.
Мы получили два кредита: 500 млн долларов заняли в Германии и 100 млн — в Австрии. И Беларусь за них рассчиталась. И при этом мы обеспечивали Россию мясом, молоком, у нас экспорт доминировал над импортом, за счёт этого мы жили.
Историю белорусской государственности Кебич отсчитывал от образования БССР, а не БНР. Он резко критиковал проект создания Рады БНР в изгнании.
Ратовал за более тесную интеграцию с Россией. В 1996 году Кебич признал итоги референдума об изменении белорусской Конституции, благодаря которому были значительно расширены права президента, а срок пребывания Лукашенко в должности обнулился. С того же года Кебич стал депутатом нового органа законодательной власти — палаты представителей Национального собрания Беларуси.
Кебич выступил резко против памятника князю ВКЛ Ольгерду, который установили в Витебске.

## Награды
- Два ордена Трудового Красного Знамени
- Орден «Знак Почёта»[34]
- почётное звание «Заслуженный машиностроитель БССР»[35]
- Лауреат Государственной премии БССР[36]
- Почётная грамота Президиума Верховного Совета Республики Беларусь (1996)[37]
- Почётная грамота Национального собрания Республики Беларусь[11]